# Regierungsbezirk Biedenkopf
Der Regierungsbezirk Biedenkopf war zwischen 1848 und 1852 ein Regierungsbezirk im Großherzogtum Hessen mit Sitz in Biedenkopf.

## Geschichte
Die Revolution von 1848 im Großherzogtum Hessen führte auch zu einer Verwaltungsreform, weil die bis dahin bestehenden mittleren Verwaltungsebenen, Kreis und Provinz, von den Bürgern als Instrumente staatlicher Unterdrückung wahrgenommen wurden. Diese beiden Verwaltungsebenen wurden abgeschafft und durch zehn Regierungsbezirke (ab 1850: elf) ersetzt. Die neue Struktur trat zum 21. August 1848 in Kraft.
Der Regierungsbezirk Biedenkopf war einer von fünf Regierungsbezirken im Bereich der ehemaligen Provinz Oberhessen. Er wurde aus den bisherigen Kreisen Biedenkopf und Vöhl gebildet.
Nach dem Sieg der Reaktion wurde der Regierungsbezirk Biedenkopf 1852 wieder aufgelöst, aber als Kreis Biedenkopf weiter geführt.

## Regierungskommission
Die Regierungskommission des Regierungsbezirks Biedenkopf bildeten:
- Adolf Karl Friedrich Wilhelm Trapp, zuletzt Provinzialsekretär von Oberhessen, als Direktor,
- Friedrich Ludwig Johann Schaaf, zuletzt Sekretär des Kreises Hungen und
- Theodor Goldmann, zuletzt Akzessist am Hofgericht Darmstadt